# 蕭贊
蕭贊（502年—531年），原名蕭綜，字世谦，後改名贊，字德文，中國南北朝政治人物。母吳景暉曾為萧宝卷的妃子，後為蕭衍收入后宮，七個月後出生，525年投奔北魏，後死於北魏。

## 生平

### 在南梁时
中興二年（502年），蕭衍攻下建康弑殺蕭寳卷後，逼迫其擁立的蕭寳融禪讓，建立了梁朝，並將蕭寳卷的寵姬吳景暉納入後宮，封為淑媛，七個月後就生下了一個男孩，宫中多疑，但蕭衍却不疑，為其取名蕭綜，字世谦。蕭綜長到十四五歲時，經常夢到一個肥壯的無頭少年提著頭對著他，十分害怕，經常問母親是怎麽回事，吴淑媛得知夢中的少年與前夫很像，又由於失宠后心懷怨望，就告訴了兒子七月而生的真相，並要求作為「太子次弟」的他守口如瓶以保富貴，與蕭綜相抱痛哭。萧综知道后經常哭泣，每每將自己鎖在房間裏披頭散髮坐在席子上。
蕭綜長大後有才學，善於寫文章。蕭衍苛守禮法，與兒子們接觸不多，所以不知曉蕭綜的心思，蕭綜每次出鎮地方，吳景暉都和他一起去，直到十五六歲還經常在母親面前光屁股，出鎮西州時，秘立齐朝七庙，又微服拜谒齐明帝陵。然而，萧综无法确信自己是萧宝卷的儿子。在听说滴血验亲一事后，遂暗地发掘萧宝卷的墓葬，取出遗骨，割破手臂，将血滴到遗骨上，血渗入了骨骸。后又秘密杀死自己在西州所生刚满月的次子，取其骨验之。自此，萧综相信自己确为萧宝卷的遗腹子。
普通四年三月壬寅（523年4月28日），改任使持节、都督南兗、兗、青、徐、冀五州诸军事、平北将军、南兗州刺史。普通五年正月辛卯（524年1月30日），进号镇北将军。
萧综得知南齐建安王萧宝寅在北魏，便派人与其暗中联络，称其为叔父，许下举镇归降北魏。普通六年（525年），梁武帝北伐，魏将元法僧以彭城降梁。梁武帝令萧综都督众军，镇守彭城。后来，梁武帝敕萧综退军。萧综认为南归后再无机会与萧宝寅相见，遂于六月庚辰（7月12日）率数骑连夜投奔魏将元延明。萧衍一怒之下废吴淑媛为庶人，不久病逝，一說被毒死。吴淑媛逝後，萧衍心軟，下诏恢复復其品秩，加諡敬，並讓她的孫子萧直主持喪禮。

### 在北魏时
萧综投奔北魏后，授司空公，封高平郡開國公、丹楊王，食邑七千户，赏赐钱三百万、布绢三千匹、杂彩千匹、马五十匹、羊五百只、奴婢一百人。萧综为了断绝与梁武帝的父子关系，遂改名赞，改字德文，并为萧宝卷服斩衰。梁武帝知道此事后，削其爵土，绝其属籍，改其子萧直之姓为悖。不到十日，梁武帝又恢复了蕭直的属籍，封为永新侯，食邑千户。
孝昌三年（527年），萧宝夤在长安发动叛乱，萧赞欲离开洛阳前去响应。按照北魏律法，过桥时不得乘马，萧赞乘马而行，遂被桥吏执送到洛阳魏廷朝议，认为萧赞与萧宝寅叛乱不相干，遂赦免了他。北魏孝庄帝永安二年（529年）十月，拜司徒公。十一月，進位太尉公。后又尚孝庄帝之姊寿阳长公主，拜驸马都尉，史書記載「公主容色美麗，綜甚敬之。與公主語，常自稱下官。」永安三年（530年）四月，蕭贊出為使持節、都督齐济西兗三州诸军事、骠骑大将军、开府仪同三司、齐州刺史。南梁陈庆之以拥立北魏北海王元颢为名北伐杀入洛阳，萧赞表达了南归之意，梁武帝闻讯寄去他小时候的衣服，希望唤起他的亲情。但元颢很快败亡，陈庆之败走，此事不果。
同年十二月，尔朱兆、尔朱度律攻取洛阳，弑杀孝庄帝。同月，齐州城人赵洛周据城叛乱，响应尔朱兆，驱逐時任齐州刺史的萧赞。寿阳长公主被执送到洛阳，尔朱世隆欲占有公主，公主不从被杀。萧赞被驱逐后，出家为僧，潜诣长白山。不久，又前往阳平，病终于当地，享年三十岁。普泰时（531年），北魏朝廷迎其丧，以王礼与寿阳长公主合葬于嵩山。
萧赞在北魏不得志，作有《听钟鸣》、《悲落叶》两首辞，以申其志。梁人从北魏盗来了萧综的灵柩，梁武帝仍然视其为儿子，祔葬陵次。

## 家庭

### 妻
- 陈郡袁氏，南梁尚书令袁昂之女，吴淑媛经常限制他们夫妇一起寝宿，她对待袁氏格外不讲礼，内外均有恶名声。
- 元莒犁，北魏彭城武宣王元勰之女，魏孝庄帝元子攸姐姐。封寿阳长公主。

### 子
萧綜在南朝只留有萧直一个儿子，北逃后没有存活的子孙。
- 蕭直
- 蕭某，被蕭綜殺死滴血驗親。

### 繼子
- 蕭亨，齊高帝之玄孫，蕭晃之曾孫，蕭子賢之孫，蕭彪之子。北周時出繼蕭贊，襲封高平郡公，入隋後改封沛郡公[6]。

## 延伸阅读
[在维基数据编辑]
 《梁書·卷55》，出自姚思廉《梁書》
 《南史/卷53》，出自李延壽《南史》